# Palaeorhiza variegata
Palaeorhiza variegata är en biart som beskrevs av Hirashima 1982. Palaeorhiza variegata ingår i släktet Palaeorhiza och familjen korttungebin. Inga underarter finns listade i Catalogue of Life.